# Lepicerídeos
Lepicerídeos (Lepiceridae) é uma família de insectos coleópteros mixófagos.
Trata-se de uma família com biologia pouco conhecida, sendo uma das poucas famílias de coleópteros onde não foi descrita o estado larval.

## Géneros e espécies
A família Lepiceridae é uma das mais pequenas dentro dos coleópteros, contendo 4 espécies em 2 géneros:
- Lepicerus
  - Lepicerus bufo
  - Lepicerus inaequalis
  - Lepicerus pichilingue
- Haplochelus georissoides (extinto)